# Walter Patterson (Politiker)
Walter Patterson (* 1780er Jahre in Columbia County, New York; † 5. November 1852 in Philadelphia, Pennsylvania) war ein US-amerikanischer Jurist und Politiker. Zwischen 1821 und 1823 vertrat er den Bundesstaat New York im US-Repräsentantenhaus.

## Werdegang
Walter Patterson wurde zu der Zeit des Unabhängigkeitskrieges in Columbia County geboren. Er genoss eine gute Schulbildung. Patterson studierte Jura und war danach als Staatsanwalt (attorney) in Ancram tätig. Daneben ging er einer Beschäftigung in der Landwirtschaft nach und verfolgte mehrere Geschäftsunternehmungen, einschließlich der Leitung der Ancram Iron Works. Patterson diente dann als Quartiermeister in der zwölften Infanteriebrigade der Nationalgarde von New York. 1818 saß er in der New York State Assembly und war in den Jahren 1821 und 1823 als Town Supervisor von Ancram tätig. Politisch gehörte er der Föderalistischen Partei an. Bei den Kongresswahlen des Jahres 1820 wurde Patterson im fünften Wahlbezirk von New York in das US-Repräsentantenhaus in Washington, D.C. gewählt, wo er am 4. März 1821 die Nachfolge von James Strong antrat. Er schied nach dem 3. März 1823 aus dem Kongress aus. Später zog er nach Livingston, wo er zum Postmeister ernannt wurde und zwischen 1826 und 1828 als Town Supervisor tätig war. 1828 wurde er zum beisitzenden Richter (associate justice) am Columbia County Court ernannt, eine Stellung, die er bis 1830 innehatte. Patterson zog in den 1840er Jahren nach Philadelphia, wo er bis zu seinem Tod am 5. November 1852 als Anwalt arbeitete.